# Alfred Prinz
Pour les articles homonymes, voir Prinz.
Alfred Prinz est un clarinettiste et compositeur autrichien né le 4 juin 1930 à Vienne, où il est mort le 20 septembre 2014.

## Biographie
Alfred Prinz naît le 4 juin 1930 à Vienne.
Il étudie à la Wiener Musikhochschule, où il est élève en clarinette de Leopold Wlach et travaille le piano avec Bruno Seidlhofer, la théorie avec Josef Marx et Alfred Uhl, et la direction d'orchestre avec Hans Swarowsky.
En 1945, il devient clarinettiste à l'Orchestre de l'Opéra de Vienne puis entre comme clarinette solo au Volksoper de Vienne en 1946, avant d'occuper le même poste à compter de 1955 à l'Orchestre philharmonique de Vienne jusqu'à sa retraite en 1995,.
Comme interprète, Alfred Prinz enregistre le Concerto pour clarinette de Mozart avec le Philharmonique de Vienne sous la direction de Karl Böhm (1973) et est le créateur du Concerto pour clarinette de Cesar Bresgen (1986), notamment,.
Comme pédagogue, il enseigne à l'Académie de musique et des arts du spectacle de Vienne à partir de 1972-1973,.
Comme compositeur, Prinz est notamment l'auteur de plusieurs symphonies (dont les deuxième et quatrième jouées à San Francisco sous la direction de Josef Krips), de pièces pour piano et de musique de chambre, dont un quintette à vent Moments Musicaux—Reminiszenzen eines Musikenthusiasten (1978), construit autour d'un florilège de thèmes connus des amateurs d'art lyrique, ou Trauermusik für Hiroshima, pour trois vents et cinq cordes, composé en 1994 en mémoire des victimes du bombardement atomique d'Hiroshima.
Il meurt le 20 septembre 2014 à Vienne,.